# صديقة كيانفر
صديقة كيانفر (1933 - 2020)، هي ممثلة بارزة إيرانية.
ولدت صديقة كيانفر في 9 فبراير/شباط 1933 بمدينة عبادان العربية، التابعة لمحافظة خوزستان، جنوب غرب إيران. وفي سن 25 عامًا، عملت في إذاعة ”نفط عبادان“ من خلال سرد العديد من المسرحيات. وتخرجت في مجال علم الأحياء من جامعة ”شهيد جمران“ بمدينة الأهواز، عاصمة خوزستان. وبدأت مسيرتها السينمائية من خلال إخراج أفلام قصيرة، بعد أخذ دورات في صناعة الأفلام من المركز الإسلامي لتعليم صناعة الأفلام.
وشاركت الراحلة في 23 فيلمًا سينمائيًا، وكان آخر مسلسل شاركت فيه قبل أربعة أعوام من مفاتها عبر القناة الثانية من التلفزيون الإيراني، تحت عنوان “ إنهم يعيشون في القصص“، وهو عبارة عن ميلودراما مَبنيّة على قصص أخلاقية وقضايا اجتماعية.

## وفاتها
توفيت صباح يوم الإثنين 25 مايو 2020 في منزلها بالعاصمة طهران، بسبب نوبة قلبية مفاجئة.

## وصلات خارجية
- صديقة كيانفر على موقع IMDb (الإنجليزية)
- صديقة كيانفر على موقع قاعدة بيانات الفيلم (الإنجليزية)
- صفحتها على موقع IMDb